# Haltom City
Haltom City é uma cidade localizada no estado norte-americano do Texas, no Condado de Tarrant.

## Demografia
Segundo o censo norte-americano de 2000, a sua população era de 39.018 habitantes.
Em 2006, foi estimada uma população de 39.987, um aumento de 969 (2.5%).

## Geografia
De acordo com o United States Census Bureau tem uma área de 32,1 km², dos quais 32,1 km² cobertos por terra e 0,0 km² cobertos por água. Haltom City localiza-se a aproximadamente 163 m acima do nível do mar.

## Localidades na vizinhança
O diagrama seguinte representa as localidades num raio de 12 km ao redor de Haltom City.